# Marco Morelli
Marco Morelli (* 3. Juli 2007 in Barcelona, Spanien) ist ein argentinischer Motorradrennfahrer.

## Karriere
Marco Morelli wurde in Spanien als Sohn argentinischer Eltern geboren. Sein Vater ist darüber hinaus italienischer Abstammung.
2019 debütierte Morelli, noch unter spanischer Lizenz, kurz nach seinem zwölften Geburtstag im European Talent Talent, fuhr in dieser Saison jedoch noch keine Punkte ein.
2020 wurde er für Estrella Galicia 0,0 mit einem Sieg auf dem Circuito de Jerez Gesamtzehnter. Dadurch wurde Morelli auch Kandidat für einen Platz im Red Bull MotoGP Rookies Cup. Die Auswahl verpasste er schlussendlich.
2021 wechselte Morelli zur argentinischen Rennlizenz und blieb im Team, konnte jedoch nicht an die Leistungen des Vorjahres anknüpfen. Er debütierte nach Erreichen des Mindesalters auch in der Moto3- bzw. JuniorGP-Kategorie und fuhr dort mit einem 13. Platz beim Saisonfinale sogar drei Punkte ein.
2022 sollte der Argentinier in der JuniorGP fahren, musste das Jahr jedoch schlussendlich nach Verletzungen und Geldproblemen sogar komplett aussetzen. Dennoch war die Saison nicht ohne Erfolg, so gelang ihm beim dritten Anlauf schlussendlich der Einstieg in den Rookies Cup.
Im Red Bull MotoGP Rookies Cup 2023 wurde Morelli Gesamtzehnter. Darüber hinaus absolvierte er auch einzelne Starts für das VisionTrack Racing Team im European Talent.
2024 gewann Morelli zwei Rennen im Rookies Cup und wurde Gesamtsiebter. Der Argentinier fuhr für VisionTrack Racing auch die volle Saison im European Talent Cup. Auf dem Misano World Circuit Marco Simoncelli fuhr er seinen erst zweiten European Talent Cup-Sieg bzw. seinen ersten in fast vier Jahren und seinen ersten unter argentinischer Lizenz ein. Mit einem weiteren Sieg wurde er Vizemeister hinter Carlos Cano.
2025 fährt Morelli seine dritte Saison im Rookies Cup sowie erstmals seit 2021 wieder in der JuniorGP, nach wie vor für VisionTrack Racing. Er ist den beiden Serien Ende Juli Gesamtsiebter bzw. -achter.
Beim Großen Preis von Tschechien desselben Jahres debütierte der Argentinier zudem für Denssi Racing – Boé in der Moto3-Weltmeisterschaft als Ersatz für den verletzten Ruché Moodley und fuhr auf Anhieb als 13. drei WM-Punkte ein.

## Statistik

### In der Motorrad-Weltmeisterschaft
(Stand: Großer Preis von Tschechien, 20. Juli 2025)
| Saison | Klasse | Team                | Motorrad | Rennen | Siege | Zweiter | Dritter | Poles | Schn. Runden | Punkte | Ergebnis |
| ------ | ------ | ------------------- | -------- | ------ | ----- | ------- | ------- | ----- | ------------ | ------ | -------- |
| 2025   | Moto3  | Denssi Racing – Boé | KTM      | 1      | –     | –       | –       | –     | –            | 3      | 27.      |
| Gesamt | Gesamt | Gesamt              | Gesamt   | 1      | 0     | 0       | 0       | 0     | 0            | 3      |          |

Einzelergebnisse
| Saison | 1        | 2           | 3         | 4     | 5       | 6          | 7                      | 8         | 9       | 10          | 11          | 12         | 13         | 14     | 15         | 16         | 17    | 18         | 19         | 20       | 21       | 22       |
| ------ | -------- | ----------- | --------- | ----- | ------- | ---------- | ---------------------- | --------- | ------- | ----------- | ----------- | ---------- | ---------- | ------ | ---------- | ---------- | ----- | ---------- | ---------- | -------- | -------- | -------- |
| 2025   | Thailand | Argentinien | USA-Texas | Katar | Spanien | Frankreich | Vereinigtes Konigreich | Aragonien | Italien | Niederlande | Deutschland | Tschechien | Osterreich | Ungarn | Katalonien | San Marino | Japan | Indonesien | Australien | Malaysia | Portugal | Valencia |
| 2025   |          |             |           |       |         |            |                        |           |         |             | 13          |            |            |        |            |            |       |            |            |          |          |          |

| Legende  | Legende            | Legende                                                          |
| Farbe    | Abkürzung          | Bedeutung                                                        |
| -------- | ------------------ | ---------------------------------------------------------------- |
| Gold     | –                  | Sieg                                                             |
| Silber   | –                  | 2. Platz                                                         |
| Bronze   | –                  | 3. Platz                                                         |
| Grün     | –                  | Platzierung in den Punkten                                       |
| Blau     | –                  | Klassifiziert außerhalb der Punkteränge                          |
| Violett  | DNF                | Rennen nicht beendet (did not finish)                            |
| Violett  | NC                 | nicht klassifiziert (not classified)                             |
| Rot      | DNQ                | nicht qualifiziert (did not qualify)                             |
| Rot      | DNPQ               | in Vorqualifikation gescheitert (did not pre-qualify)            |
| Schwarz  | DSQ                | disqualifiziert (disqualified)                                   |
| Weiß     | DNS                | nicht am Start (did not start)                                   |
| Weiß     | WD                 | zurückgezogen (withdrawn)                                        |
| Hellblau | PO                 | nur am Training teilgenommen (practiced only)                    |
| Hellblau | TD                 | Freitags-Testfahrer (test driver)                                |
| ohne     | DNP                | nicht am Training teilgenommen (did not practice)                |
| ohne     | INJ                | verletzt oder krank (injured)                                    |
| ohne     | EX                 | ausgeschlossen (excluded)                                        |
| ohne     | DNA                | nicht erschienen (did not arrive)                                |
| ohne     | C                  | Rennen abgesagt (cancelled)                                      |
| ohne     | keine WM-Teilnahme |                                                                  |
| sonstige | P/fett             | Pole-Position                                                    |
| sonstige | 1/2/3/4/5/6/7/8    | Punktplatzierung im Sprint-/Qualifikationsrennen                 |
| sonstige | SR/kursiv          | Schnellste Rennrunde                                             |
| sonstige | *                  | nicht im Ziel, aufgrund der zurückgelegten Distanz aber gewertet |
| sonstige | ()                 | Streichresultate                                                 |
| sonstige | unterstrichen      | Führender in der Gesamtwertung                                   |